# Licneremaeus discoidalis
Licneremaeus discoidalis är en kvalsterart som beskrevs av Rainer Willmann 1930. Licneremaeus discoidalis ingår i släktet Licneremaeus och familjen Licneremaeidae. Inga underarter finns listade i Catalogue of Life.